# Damiano Zenoni
Damiano Zenoni  (* 23. April 1977 in Trescore Balneario) ist ein ehemaliger italienischer Fußballspieler und heutiger -trainer. Sein Zwillingsbruder Cristian Zenoni ist ebenfalls ehemaliger Profifußballer und aktueller Trainer.

## Spielerkarriere

### In den Vereinsmannschaften
Damiano Zenoni begann seine Karriere beim AC Pistoiese in der Serie C1. Nach einer Saison in Pistoia wechselte Zenoni dann zum Ligakonkurrenten Alzano Virescit. Zur Saison 1998/99 wechselte Zenoni dann zum damaligen Serie-B-Verein Atalanta Bergamo. Auch hier vermochte er sich auf Anhieb durchsetzen und wurde somit rasch zum Leistungsträger bei Atalanta. In der Saison 1999/2000 gelang Bergamo der Aufstieg in die Serie A. In der Folge hielt sich der Verein drei Spielzeiten lang in der höchsten Spielklasse Italiens, ehe man in der Saison 2002/03 wieder in die Serie B abstieg. In der Saison 2003/04 gelang der direkte Wiederaufstieg. In der Halbzeit der Saison 2004/05 wechselte Zenoni nach sechseinhalb Jahren bei Atalanta zum Ligakonkurrenten Udinese Calcio. Auch in Udine zeigte er überzeugende Leistungen, sodass Zenoni rasch der Sprung in die Stammformation gelang. Nachdem er von 2007 bis 2010 drei Jahre beim FC Parma verbrachte und während dieser Zeit überwiegend zum Stammpersonal zählte, wurde sein Vertrag im Sommer 2010 nicht verlängert. Nach einem halben Jahr beim FC Piacenza ließ er seine Karriere bei Grumellese ausklingen.

### In der Nationalmannschaft
Damiano Zenoni bestritt ein Spiel im Trikot der Italienischen Nationalmannschaft. Er wurde am 15. November 2000 im Freundschaftsspiel gegen England eingewechselt.

## Trainerkarriere
Zenoni begann seine Trainertätigkeit ab 2012 parallel zu seiner Zeit bei Grumellese in der dortigen Jugendabteilung. Von 2014 bis 2019 war er in der Jugendabteilung von Feralpisalò tätig. 2019 übernahm er für kurze Zeit – zusammen mit seinem Bruder Cristian als Co-Trainer – die erste Herrenmannschaft. Von 2021 bis 2022 war er Trainer vom Amateurklub Real Calepina.